# Shuyushka
Genre
Shuyushka est un genre d'araignées aranéomorphes de la famille des Anyphaenidae.

## Distribution
Les espèces de ce genre sont endémiques d'Équateur.

## Liste des espèces
Selon World Spider Catalog (version 18.0, 25/02/2017) :
- Shuyushka achachay Dupérré & Tapia, 2016
- Shuyushka moscai Dupérré & Tapia, 2016
- Shuyushka wachi Dupérré & Tapia, 2016

## Publication originale
- Dupérré & Tapia, 2016 : Overview of the anyphaenids (Araneae, Anyphaeninae, Anyphaenidae) spider fauna from the Chocó forest of Ecuador, with the description of thirteen new species. European Journal of Taxonomy, vol. 255, p. 1-50 (texte intégral).